# Salvador Pineda
Salvador Pineda Popoca (n. 12 februarie 1952) este un actor mexican.

## Telenovele
- 2009: Mujeres asesinas  "Rosa, heredera"
- 2009: Un brillante propósito  .... Comandante Malpica
- 2008: El juramento   .... Priest
- 2007: Sangre de gallo   .... Salvador
- 2006: La mataviejitas
- 2005: La migra   .... Senor Paco
- 2004: Inocente de ti  .... Rubén
- 2003: Te amaré en silencio   .... Emilio
- 2003: Muerte lenta
- 2002: El país de las mujeres   .... Aquiles
- 2002: La banda de los tanditos
- 2002: Las muertas de Juarez
- 2001: El error del comandante
- 2000: Golpe bajo   .... Andrés Carranza
- 2000: Cuando hierve la sangre
- 2000: Tres reos
- 1999: El jardinero   .... Mario Argumedo
- 1999: La captura del capo
- 1999: La venganza del cuatrero
- 1999: Las novias del traficante
- 1999: Besos prohibidos   .... Felipe
- 1999: El mensajero del miedo
- 1998: La mentira   .... Dr. Francisco Moguel
- 1998: Naked Lies   .... Lieutenant Gabriel Rivas
- 1998: Preparados para morir
- 1998: La banda de la silverado negra
- 1998: Fin de semana tragico
- 1998: La marca del Alacran (El Hombre de Medellín IV)
- 1998: Un pasado violento
- 1998: El precio de la fama
- 1997: Esmeralda" .... Dr. Lucio Malaver
- 1997: Susana Santiago
- 1997: El gato de la sierra
- 1997: Tormenta de muerte
- 1997: Operativo Camaleon  .... Camaleon
- 1997: Dos colombianos
- 1997: Cruzando el Rio Bravo: Frontera asesina
- 1997: Yo no necesito claves
- 1997: Volver a nacer
- 1995: Morelia   .... Federico Campos Miranda
- 1994: Guadalupe   .... Antonio
- 1994: Marielena   .... Esteban
- 1993: Perseguido  .... Antonio
- 1992: En la mira del odio
- 1992: Perros de presa   "Los fugitivos"
- 1992: Mi destino es la violencia
- 1991: Furia de venganza
- 1991: Dos cruces en el ocaso
- 1990: Error mortal
- 1990: Mi pequeña Soledad   .... Gerardo
- 1990: El magnate  .... Rodrigo
- 1988: Mi nombre es coraje   .... Jerónimo
- 1987: El ataque de los pájaros   .... Joe
- 1987: Como la hiedra   .... Lorenzo 'El Tigre' Navarro
- 1986: El camino secreto   .... David
- 1986: Chiquita pero picosa   .... Alberto Velasco
- 1985: Bianca Vidal   .... José Miguel
- 1985: La casa que arde de noche
- 1985: Tú o nadie   .... Maximiliano 'Max'
- 1984: Nocaut  .... Latino "Knock Out"
- 1983: Las apariencias engañan   "Deceitful Appearances"
- 1981: El derecho de nacer   .... Alfredo
- 1981: Soledad   .... Andrés Sánchez Fuentes
- 1980: A fuego lento    "México nocturno"
- 1980: Colorina  .... Enrique
- 1979: Lágrimas negras
- 1979: J.J. Juez
- 1978: Los triunfadores
- 1978: Ladronzuela
- 1978: Rosalia   .... Leonel
- 1977: Rina (TV series)   .... El Nene